# 民丰县
民丰县（維吾爾語：نىيە ناھىيىسى‎，拉丁维文：Niye Nahiyisi，官方：Niya Nahiyisi，直譯：尼雅县）是中华人民共和国新疆维吾尔自治区和田地区所辖的一个县。总面积为56726平方公里，常住人口約4.3万。

## 行政区划

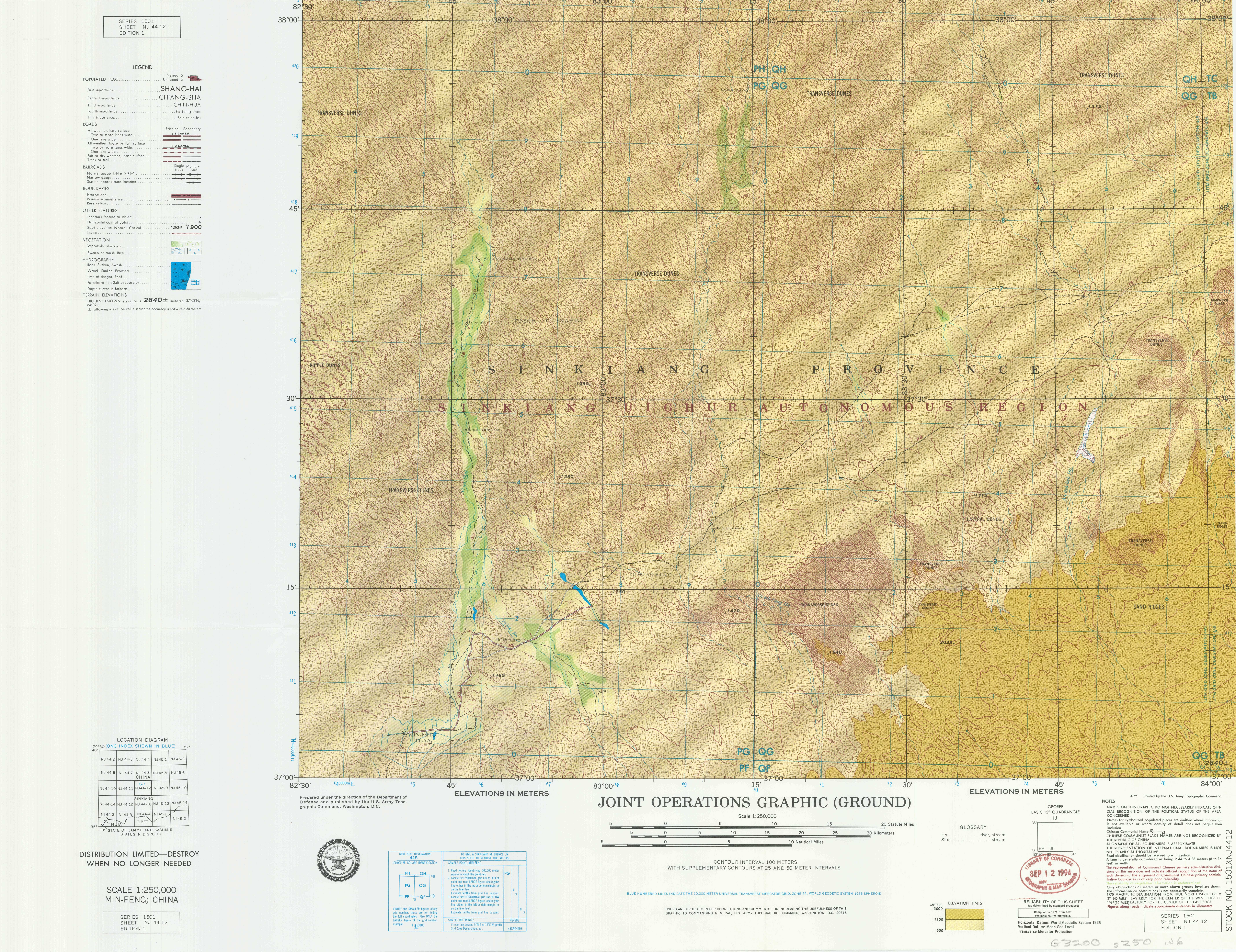
包括民豐(MIN-FENG (NI-YA)) 的地圖（ATC, 1971年）

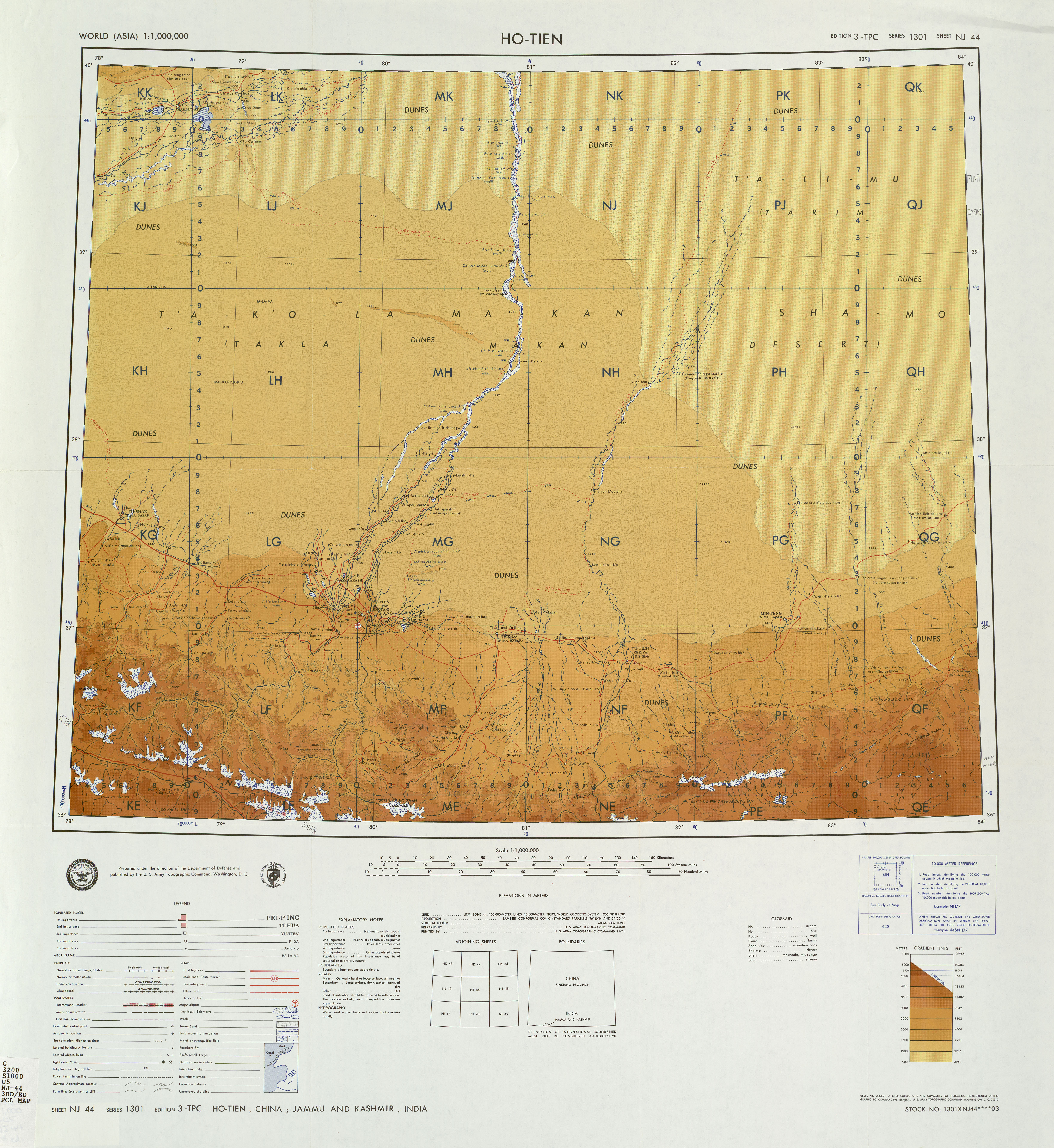
民豐縣 （MIN-FENG (NIYA BAZAR)） （1971年）

民丰县下辖1个镇、6个乡：
尼雅镇、尼雅乡、若克雅乡、萨勒吾则克乡、叶亦克乡、安迪尔乡和亚瓦通古孜乡。

## 人口
2020年末，全國第七次人口普查結果顯示：全县常住人口为42649人 。

## 交通
- 216国道过境。
- 315国道过境。